# Ernst Haas
Ernst Haas (Viena, 2 de março de 1921 - Nova Iorque, 12 de setembro de 1986) foi um fotógrafo austríaco e estadunidense, conhecido pelas suas inovações na fotografia colorida.

## Biografia
Durante sua juventude seus interesses se dividiram entre a medicina e a pintura, mas depois da Segunda Guerra Mundial abandonou ambos em favor da fotografia. Suas primeiras fotografias foram experimentações abstratas com a luz e a forma. Quando em 1947 tornou-se parte da revista Heute, mudou seu interesse pela abstração ao fotojornalismo. Em 1949, após a publicação de seu livro Returning War Prisoners, Haas foi convidado a unir-se a agência Magnum Photos.
Em 1950 se mudou para a cidade de Nova Iorque, e em 1953 criou o foto-ensaio New York para revista Life, com as suas primeiras fotografias em cor. Os editores da Life deram ao projeto uma extensão de 24 páginas, uma duração sem precedentes para um foto-ensaio colorido. Após disso, Haas passou a criar ensaios de cor em Paris (1955) e Veneza (1956), ambos os quais tiveram um sucesso semelhante. Através de tais projetos, sua reputação cresceu rapidamente para quebrar o molde de usar apenas fotografias em preto e branco para fotojornalismo.
Em 1962 realiza uma exposição de fotografias coloridas no Museu de Arte Moderna de Nova Iorque, e no ano seguinte publica seu primeiro fotolivro, Elements, sobre esta cidade.

## Livros publicados
- Elements (1963)
- The Creation (1971)
- In America (1975)
- In Germany (1977)
- Himalayan Pilgrimage (1978)

## Prêmios
- Prêmio cultural da Sociedade de Fotografia Alemã (1972)[2]
- Prêmio internacional da Fundação Hasselblad (1986)
- Medalha Leica de excelência (1986)